# Rejoice! I’m Dead!
Rejoice! I’m Dead! – album studyjny grupy rockowej Gong, wydany w 2016 roku nakładem Madfish. To pierwsza płyta zespołu ogłoszona po śmierci Daevida Allena; jego głos usłyszeć można w dwóch utworach (Model Village, Beatrix).

## Lista utworów
Opracowano na podstawie materiału źródłowego.
| Nr | Tytuł utworu                      | Długość |
| -- | --------------------------------- | ------- |
| 1. | „The Thing That Should Be”        | 3:34    |
| 2. | „Rejoice!”                        | 10:16   |
| 3. | „Kapital”                         | 3:23    |
| 4. | „Model Village”                   | 6:43    |
| 5. | „Beatrix”                         | 2:54    |
| 6. | „Visions”                         | 4:29    |
| 7. | „The Unspeakable Stands Revealed” | 11:56   |
| 8. | „Through Restless Seas I Come”    | 6:57    |
| 9. | „Insert Yr Own Prophecy”          | 9:38    |
|    |                                   | 59:50   |

## Twórcy
Opracowano na podstawie materiału źródłowego.
Muzycy:
- Kavus Torabi – śpiew, gitara
- Fabio Golfetti – gitara, śpiew
- Dave Sturt – gitara basowa, śpiew
- Ian East – saksofon, flet
- Cheb Nettles – perkusja, śpiew

Dodatkowi muzycy:
- Graham Clark – skrzypce (1)
- Steve Hillage – gitara (solo; 2)
- Didier Malherbe – duduk (4, 8)

Produkcja:
- Gong – produkcja muzyczna
- Nick Howiantz, Gong – inżynieria dźwięku